# Рампла Хуніорс
Футбольний клуб Рампла Хуніорс (англ. Rampla Juniors Football Club), більш відомий як Рампла Хуніорс — уругвайський футбольний клуб, що базується в Монтевідео. У 1927 році єдиний раз у своїй історії став чемпіоном Уругваю. Один з найсильніших клубів Уругваю в 1920-1950-ті роки. Один з найпопулярніших клубів «другого ешелону» (після двох явних грандів, «Пеньяроля» і «Насьйоналя», на частку яких припадає 90% уболівальників Уругваю).

## Історія
«Рампла Хуніорс», заснована 7 січня 1914 року, кілька разів переїжджала з одного району Монтевідео в інший, поки не влаштувалася в Серро. З однойменним клубом у «Рампли» з тих пір відбувається найбільше протистояння.
За однією з версій, червоно-зелені кольори футболок з'явилися в результаті рішення, схожого з тим, як аргентинська «Бока Хуніорс» вибирала свої кольори, тобто виходячи з прапора першого корабля, який зайшов в порт. У разі «Боки» це був шведський корабель (і синьо-жовті кольори), а з «Рамплою» - італійський (і, відповідно, червоно-зелені кольори). Крім того, червоно-зелені кольори використовував попередній клуб району Вілья-дель-Серро, «Форталеса».
В 1927 році клуб став чемпіоном Уругваю в єдиний раз у своїй історії. У чемпіонському складі найбільш відомими гравцями були Педро Аріспе (капітан) і Енріке Бальєстерос. В 1929 році «Рампла» зробила легендарне турне по Європі, в рамках якого обіграла ряд іменитих клубів: «Валенсію» (19 березня, 1:0), найпопулярніший на той момент клуб Берліна «Теніс-Боруссію» (21 квітня, 1:0), «Марсель» (5 травня, 3:0), «Аякс» (9 травня, 2:1), «Бенфіку» (1 червня, 3:1).

## Титули
- Чемпіон Уругваю: 1

Аматорська Ера (1): 1927
- Переможець Сегунди: 3

1944, 1980, 1992
- Переможець Дивізіону Інтермедіа (другий за рівнем дивізіон): 1

1921

## Відомі гравці
- Едуардо Аранда
- Енріке Бальєстерос
- Уго Баньюло
- Хуан Гогберг
- Вільмар Кабрера
- Анхель Лабруна
- Вільям Мартінес
- Бруно Мендес
- Оскар Мігес
- Віктор Пуа
- Хорхе Фоссаті